# Televisión Nacional de Afganistán
La Televisión Nacional de Afganistán (en darí, تلویزیون ملی  Telvizoon-e Milli Afganistan, en pastún: ملی تلویزیون‎: ملی  Da Afganistan Milli Telvizoon) es un canal de televisión en Afganistán. Es parte de la compañía de Radio y Televisión Nacional Afgana (RTA), una radioemisora pública.

## Historia
Inició transmisiones el 19 de agosto de 1978, durante las celebraciones del Día de la Independencia, en una ceremonia encabezada por Nur Muhammad Taraki, en aquel entonces Presidente de Afganistán. Desde sus inicios emite en color.
En 1983 se encargó la creación de nuevas estaciones de televisión en Kandahar, Jalalabad y Herat, aunque sus emisiones empezaron unos años más tarde. El 2 de enero de 1985 inició transmisiones en Jalalabad mientras una estación nueva en la Provincia de Badajshán acabó de construirse. El 3 de febrero del mismo año fue inaugurada una nueva estación televisiva en Ghazni, mientras que en el mismo mes la televisión inició emisiones en Kandahar y Herat.
Durante el régimen talibán, la Televisión Nacional de Afganistán cesó operaciones cuando la televisión fue prohibida, y el 8 de julio de 1998 ordenaron la destrucción de todos los aparatos de televisión. Después del derrocamiento del régimen, la televisión en Afganistán retomó sus transmisiones el 18 de noviembre de 2001.
Luego de la caída de Kabul, ocurrida el 15 de agosto de 2021, la radio y la televisión estatal cayeron bajo control de los talibanes.

## Programación
Antes de la toma de Kabul por parte de los talibanes, el canal transmitía una programación generalista, con programas variados y boletines informativos. Luego de que los talibanes tomaran la capital, la programación cambió, pasando a emitir solo boletines informativos, programas religiosos y propaganda del grupo fundamentalista.

## Lanzamiento internacional
El canal empezó a estar disponible en Europa, Oriente Medio, África, África del Norte, Asia-Pacífico y América del Norte el 5 de enero de 2008. El canal transmitía entre las 06:00 a 00:00, correspondiendo a 01:30 a 19:30 UTC. Más tarde, ese mismo año, el canal pasó a transmitir las veinticuatro horas, y esto permitió a los espectadores internacionales mirar el canal en horas convenientes. Desde 2018, dejó transmitir a través de satélite para Europa.